# North Dorset
North Dorset es un distrito de gobierno local en Dorset (Inglaterra). Es en gran parte rural, pero incluye las localidades de Blandford Forum, Gillingham, Shaftesbury, Stalbridge y Sturminster Newton. Una parte considerable de su superficie se ubica dentro del valle del río Stour, también conocido como Blackmore Vale. La producción de leche es de gran importancia para la economía local.
El distrito se formó el 1º de abril de 1974 bajo la Ley de Gobierno Local de 1972, tras la fusión de los boroughs municipales de Blandford Forum y Shaftesbury, y los distritos rurales de Blandford, Shaftesbury y Sturminster.
En el censo de 2001, tenía una población de 61.905 habitantes ―unos 8.300 más que en 1991―, distribuidos en 25.248 hogares; según estimaciones para el 2006, la población había ascendido a 66.700 habitantes. North Dorset cubre un área de 609,22 km².

## Véase también

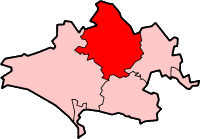
North Dorset dentro de Dorset.